# Češka ženska nogometna reprezentacija
Ženska nogometna reprezentacija Češke predstavlja Češku u međunarodnom ženskom nogometu. Prema službenoj ljestvici FIFA-e trenutačno su 33. najbolja momčad na svijetu.
Kapetan reprezentacije je Veronika Pincová koji igra za Slaviju Praha. Godine 2003. u Češkoj je oko 10.000 žena igralo nogomet, a postojalo je oko 95 ženskih nogometnih klubova u zemlji. Za njih je organizirana Prva češka nogometna liga za žene.

## Vanjske poveznice
- Službena stranica
- Profil na stranici FIFA-e  Arhivirana inačica izvorne stranice od 9. srpnja 2018. (Wayback Machine)